# AC3Filter
AC3Filter é um filtro DirectShow de decodificação AC3 para reprodução de arquivos AVI com trilha sonora AC3 e MPEG2 (DVD) com suporte a S/P DIF e multi-canais. É focado em controles flexíveis durante a reprodução: ganho, mixer, informações de transmissão, níveis e outros.

## Principais recursos
- Compatibilidade com AC3.
- Suporte a passagem S/P DIF.
- Decodificação de transmissões MPEG2 PES.
- Suporte a saídas multi-canais.
- Suporte LFE.
- Suporte a DRC (Dynamic Range Compression).
- Controle sobre ganho e fluxo.
- Informações sobre as transmissões de bits (formato do canal, taxa de bits, taxa de amostragem, frequência de agrupamento, frequência máxima).
- Níveis de entrada/saída.
- Mixer matriz com controle direto de mixagem.
- Mixagem estéreo para multi-canais.
- DolbySurround/ProLogic/ProLogicII downmixing.
- Delays para cada canal.
- Equalizador.